# Kalvárie (Prešov)

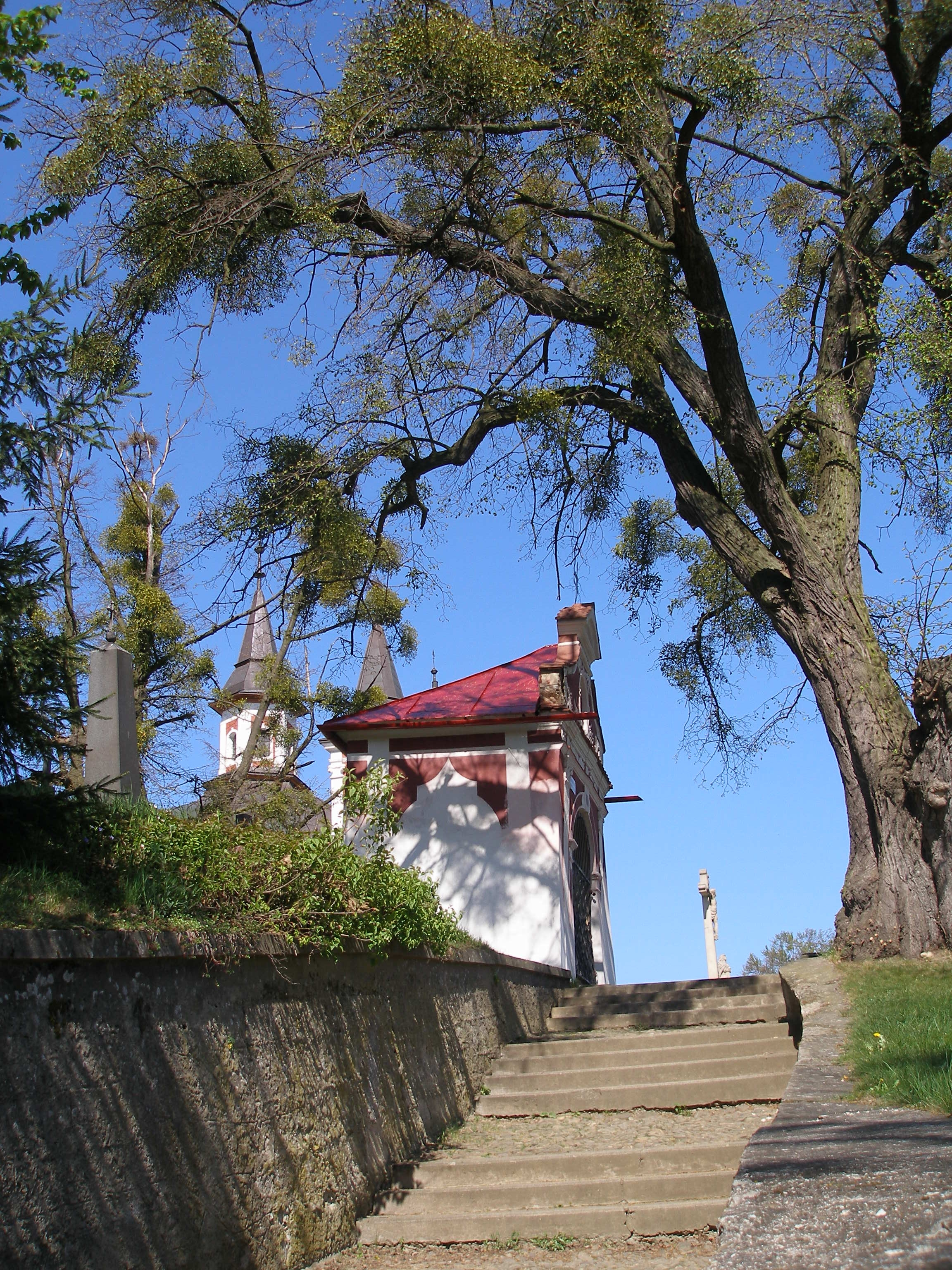
kaple na vrcholu Kalvárie v Prešově

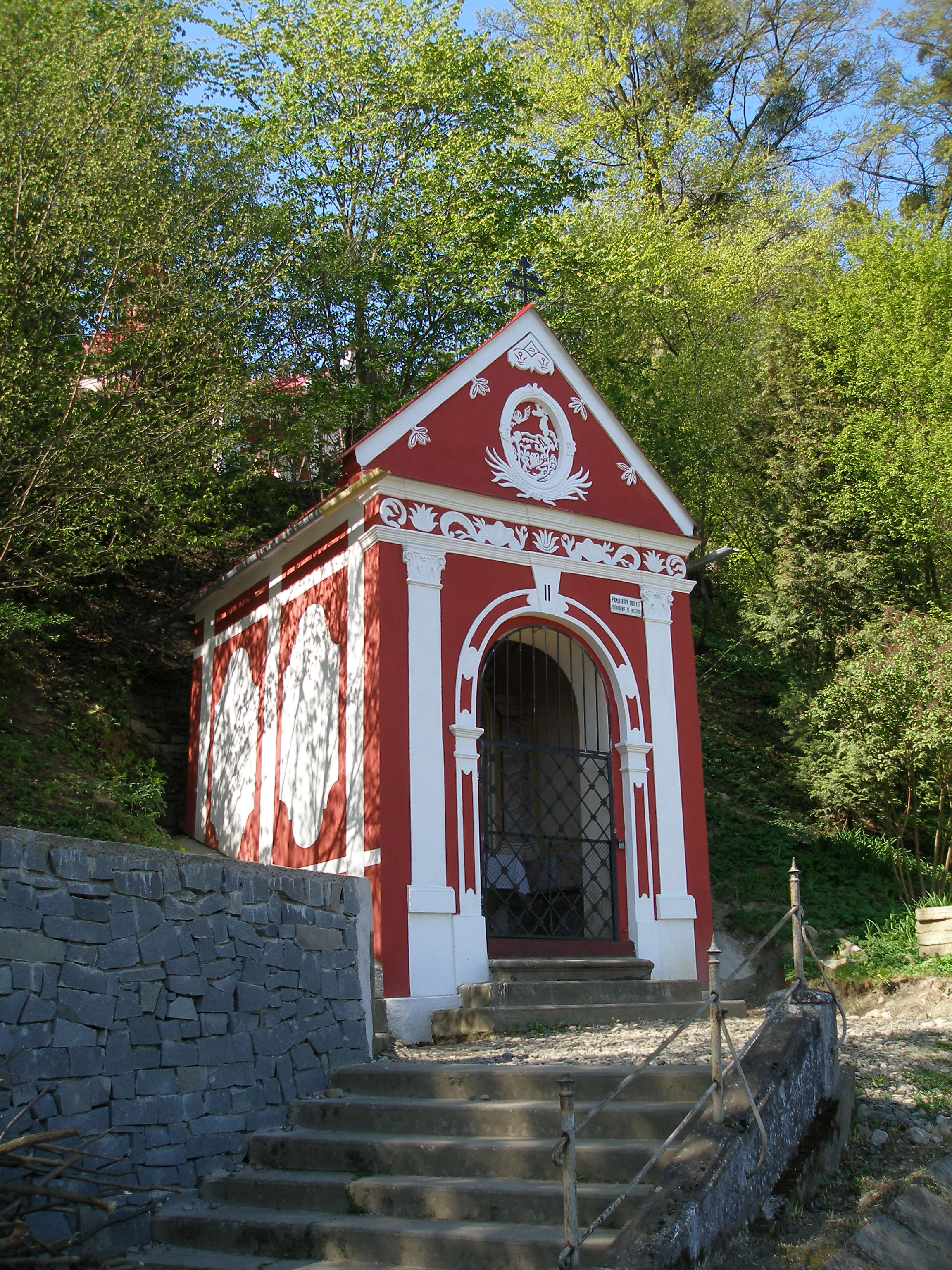
Kaple Prešovské kalvárie

Prešovská kalvárie je komplex barokních kaplí a kostela, nacházející se na pahorku na západním okraji Prešova. V minulosti ji považovali za druhou nejkrásnější kalvárii na území Uherska (po banskoštiavnické Kalvárii). Pochází z první poloviny 18. století.

## Historie
Prešovská Kalvárie vznikla začátkem 18. století, působením jezuitů v období rekatolizace z iniciativy Spolku umírajícího  Krista. S výstavbou prvních sakrálních objektů se začalo r. 1720, ale některé kaple křížové cesty se budovaly ještě i v 19. století. Jako první byla na podzim r. 1721 posvěcená kaple Krista na Olivetské hoře a kříž. Stavbu realizovali z prostředků města a dárců z řad měšťanů a okolní šlechty. Celý komplex Kalvárie byl ukončen až v r. 1893 a kromě kostelíka sv. Kříže ho tvoří čtrnáct kapliček křížové cesty, kaple Svatých schodů, katakomby a přilehlý hřbitov.

## Architektura
Všechny kaple křížové cesty, kromě kaple Svatých schodů, mají podobný tvar a to štítové průčelí, zdobené ornamenty, erbem donátora (alespoň částečně jsou zachovány erby: Dessewffy - II. Zastavení, Szirmay - VIII. A XI. Zastavení, Barkóczi - zřejmě X. zastavení, Klobušického - XII. zastavení, město Prešov - XIV. zastavení) a polokruhovitým zaklenutým vstupním portálem. Ochranné mříže kaplí jsou bohatě zdobené. Kaple Svatých schodů byla postavena r. 1765 podle vzoru kaple Sancta Scala při Lateránském kostele v Římě a dal ji postavit z vděčnosti městu za poskytnutí azylu po nuceném útěku z Polska, litevský kníže Karel II. Radziwill. V průčelí nad vchodem do této kaple umístili knížecí erb. Interiér vyplňuje 28 schodů, oltář s kamennou plastikou Piety a nástěnné malby od Ondřeje Trtinu

## Kaple křížové cesty
Křížová cesta se skládá ze 14 zastavení a je tvořena těmito kaplemi: 1. Poslední večeře, 2. Ježíš na Olivové hoře, 3. Ježíš udeřen před veleknězem Annas, 4. Svaté chody, 5. Bičování, 6. Neznámý zakladatele nadace; nesmí 7. Ježíšovo setkání s plačícími ženami, 8. Ukřižování, 9. Kristus na kříži, 10. Sejmutí z kříže, 11. Uložení do hrobu, 12. Zmrtvýchvstání, 13. Nevěřící Tomáš, 14. Nanebevstoupení.
S popisem prešovské Kalvárie a obnovou některých částí tohoto komplexu se můžete seznámit na stránce: Prešovská Kalvárie 

## Hřbitov a katakomby
Kromě kostela a kaplí patří ke komplexu prešovské Kalvárie hřbitov a katakomby. Katakomby byly postaveny v roce 1836 a sloužily jako hrobka pro kněze. Jejich zeď při pohledu z města vytváří dojem hradeb. Na hřbitově se zachovaly umělecky cenné krypty v empírovém a historizujícím slohu.
Celý komplex Kalvárie již byl v minulosti restaurován a upravován. I v současné době probíhají na několika objektech stavební, restaurátorské a záchranné práce. 

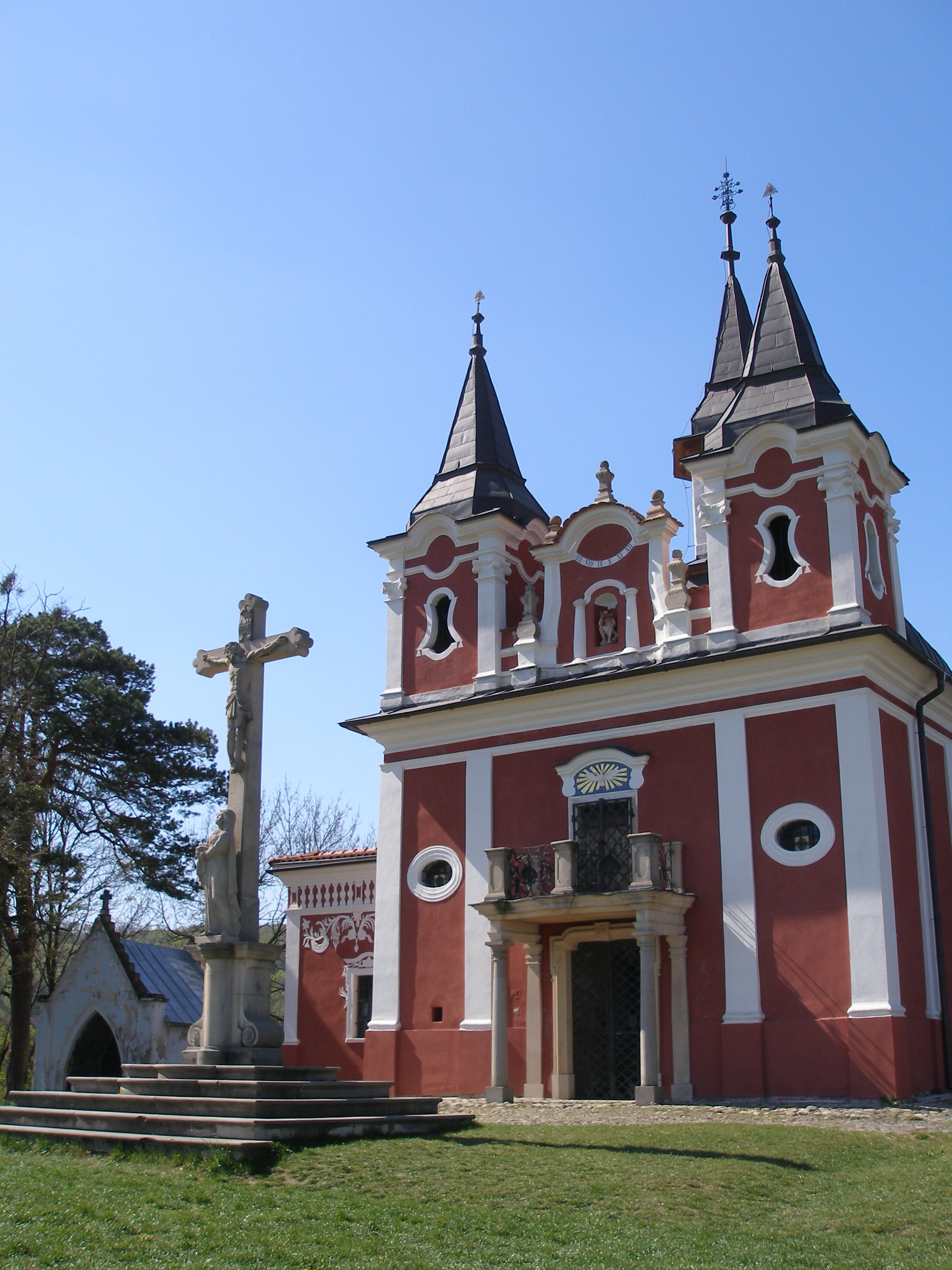
Kostel sv. Kříže

## Kostel svatého Kříže
Barokní Kostel svatého Kříže postavili na Kalvárii v roce 1753. Stavbu vedl František Perger, který stavěl také Kalvárii v Banské Štiavnici. Nástěnné malby v interiéru jsou dílem prešovského malíře Ondřeje Trtinu. V kostele sv. Kříže vytvořil barokní prostor, který využitím barev a světla opticky působí mnohem větším dojmem než jakým je reálné. Nad oltářem jsou tři kříže a sochy  Panny Marie, Máří Magdalény a sv. Jana apoštola. Ke kostelíku byly v roce 1766 po obou stranách přistavěny dvě boční kaple. Z jihu – Božského srdce a ze severu – Božského hrobu. V roce 1767 postavili pod zdí stojící dvoupodlažní kapli s plastikou "Ecce homo!". Varhany byly instalovány r. 1768. V kostele jsou tři zvony, z let 1752, 1774 a 1824. Kostel byl slavnostně vysvěcen i s celým do té doby stojícím komplexem Kalvárie 14. září 1769.

## Galerie

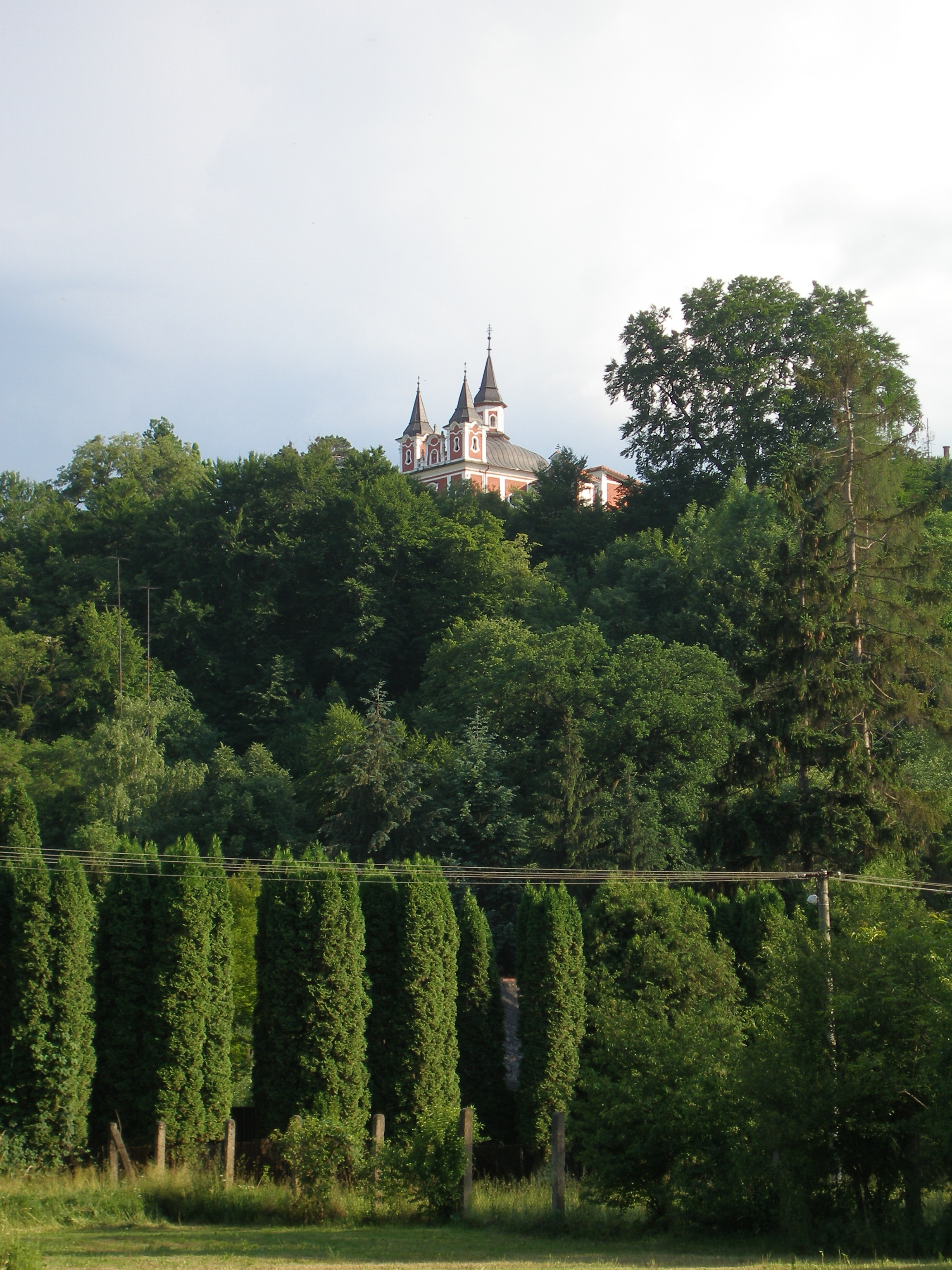
Kalvárie, celkový pohled
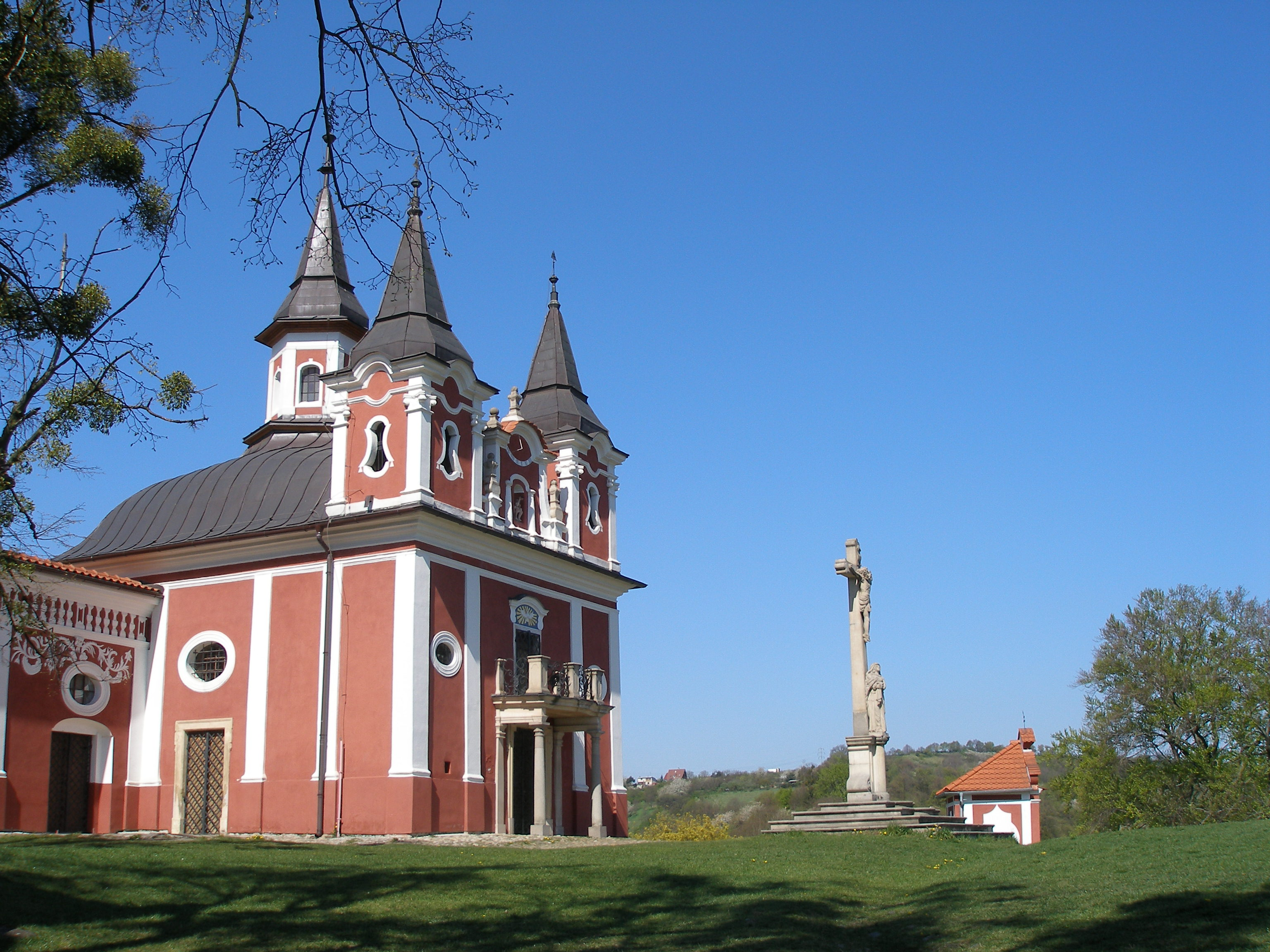
Kostel sv. Kríža
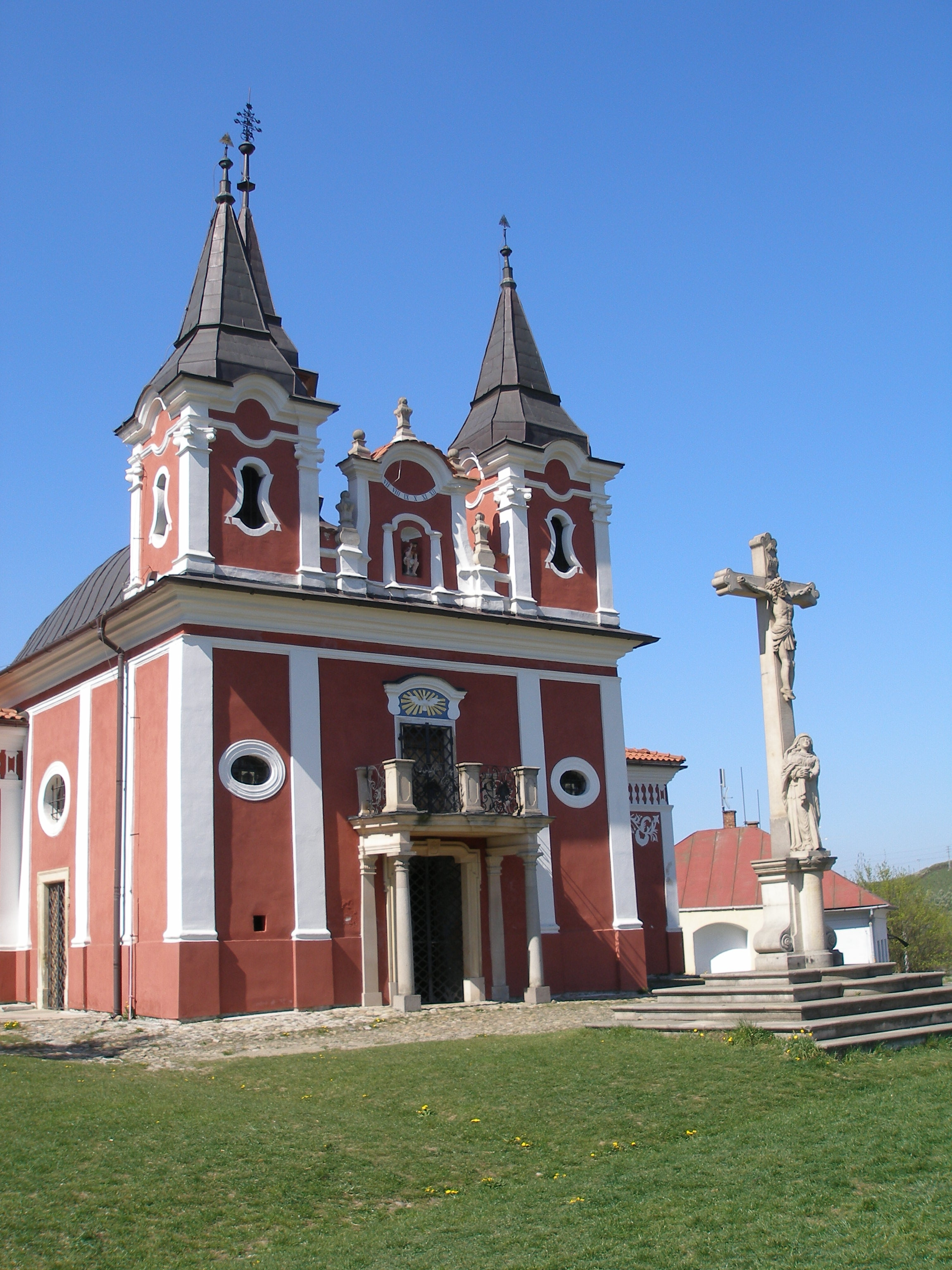
Kostel sv. Kríža
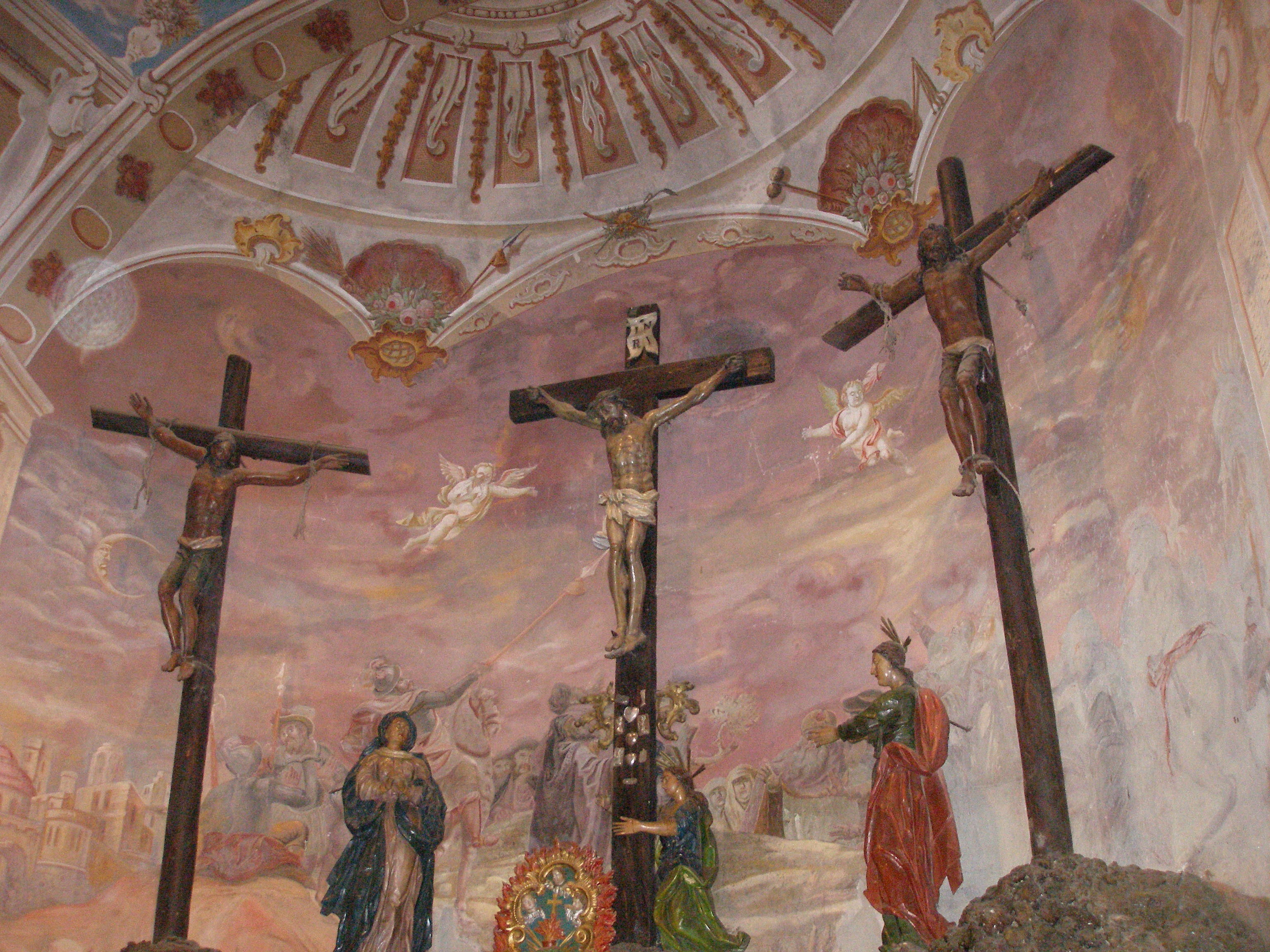
Interiér kostela na Kalvárii
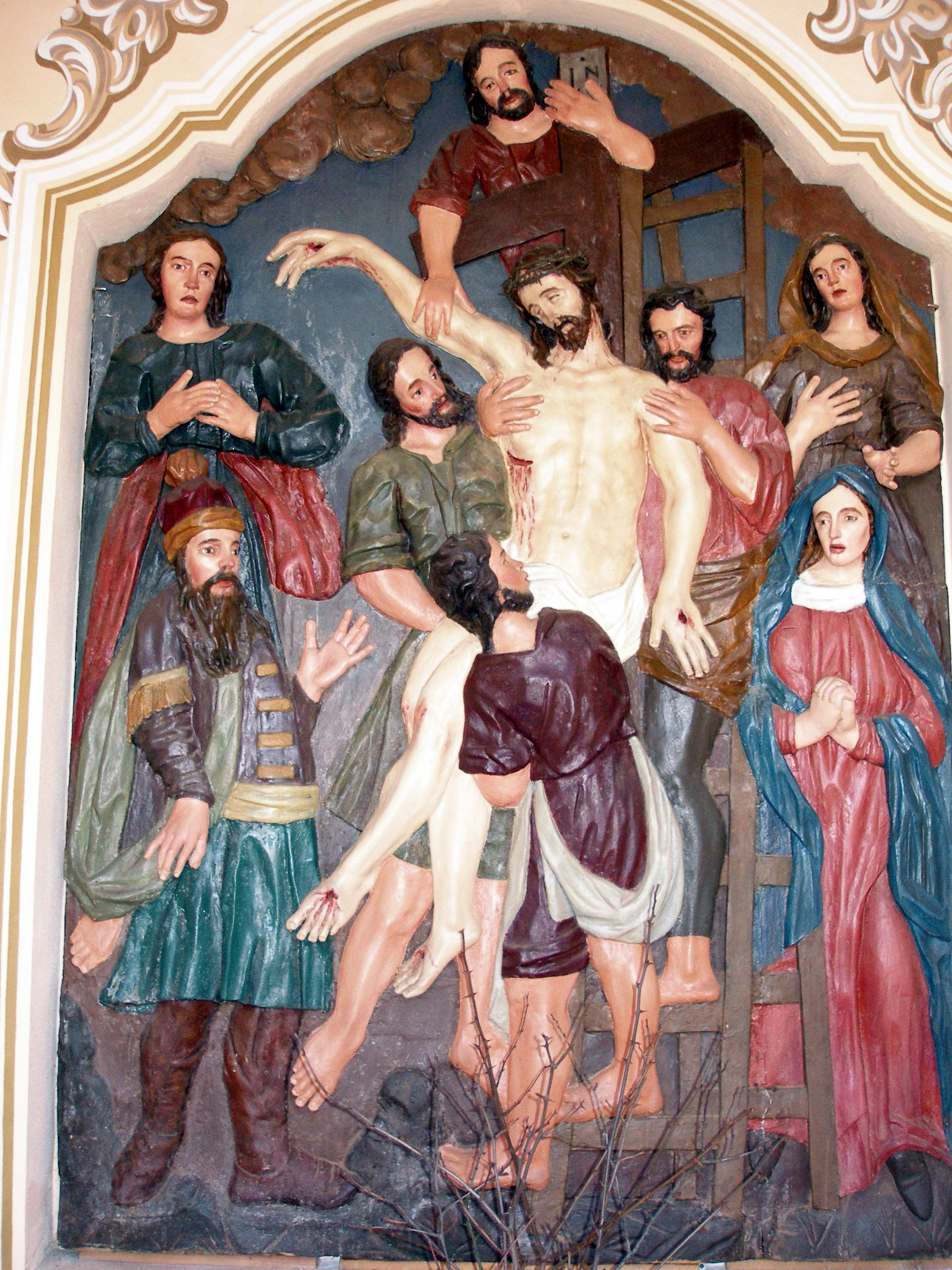
Interiér kaple
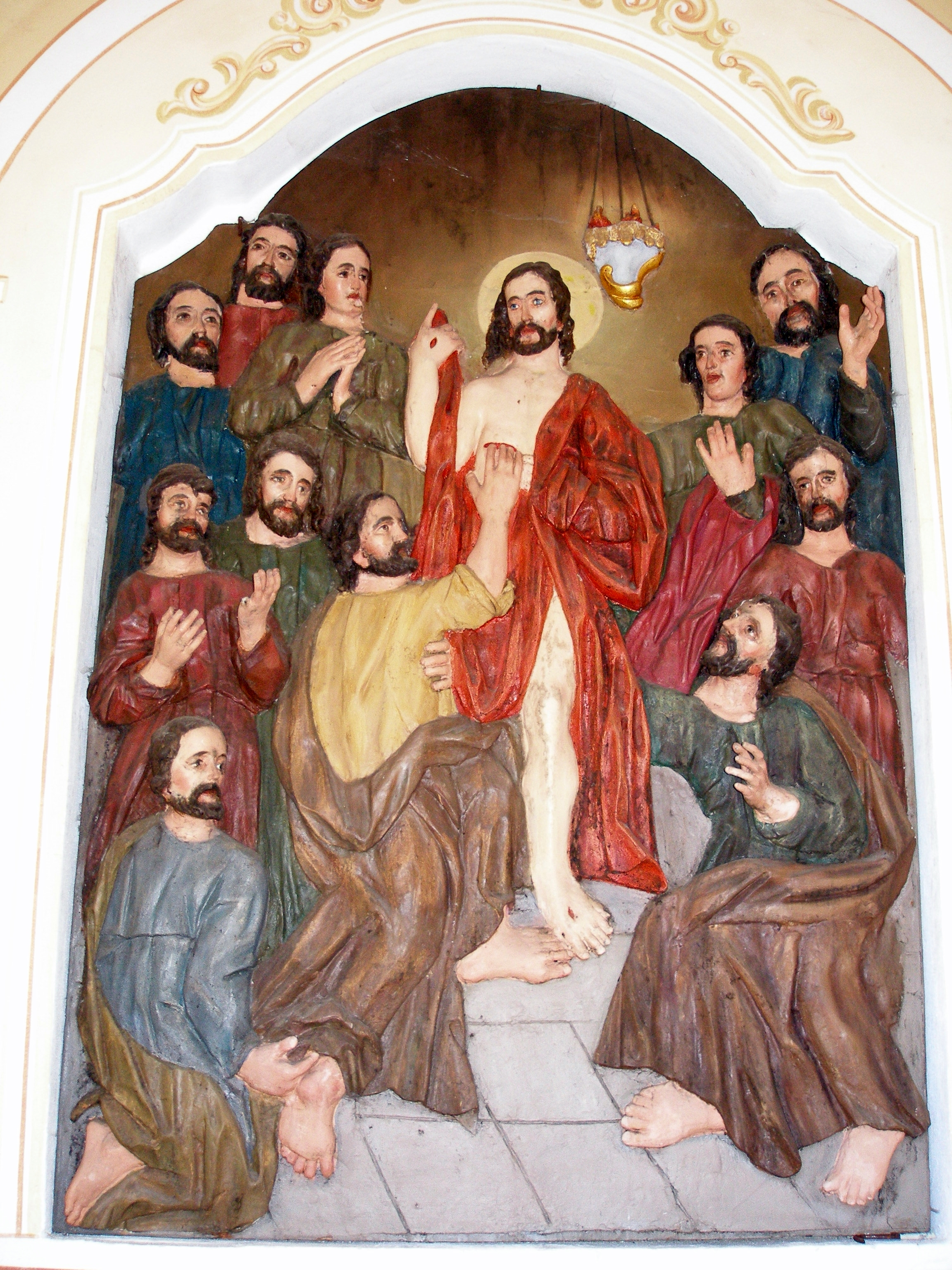
Interiér kaple
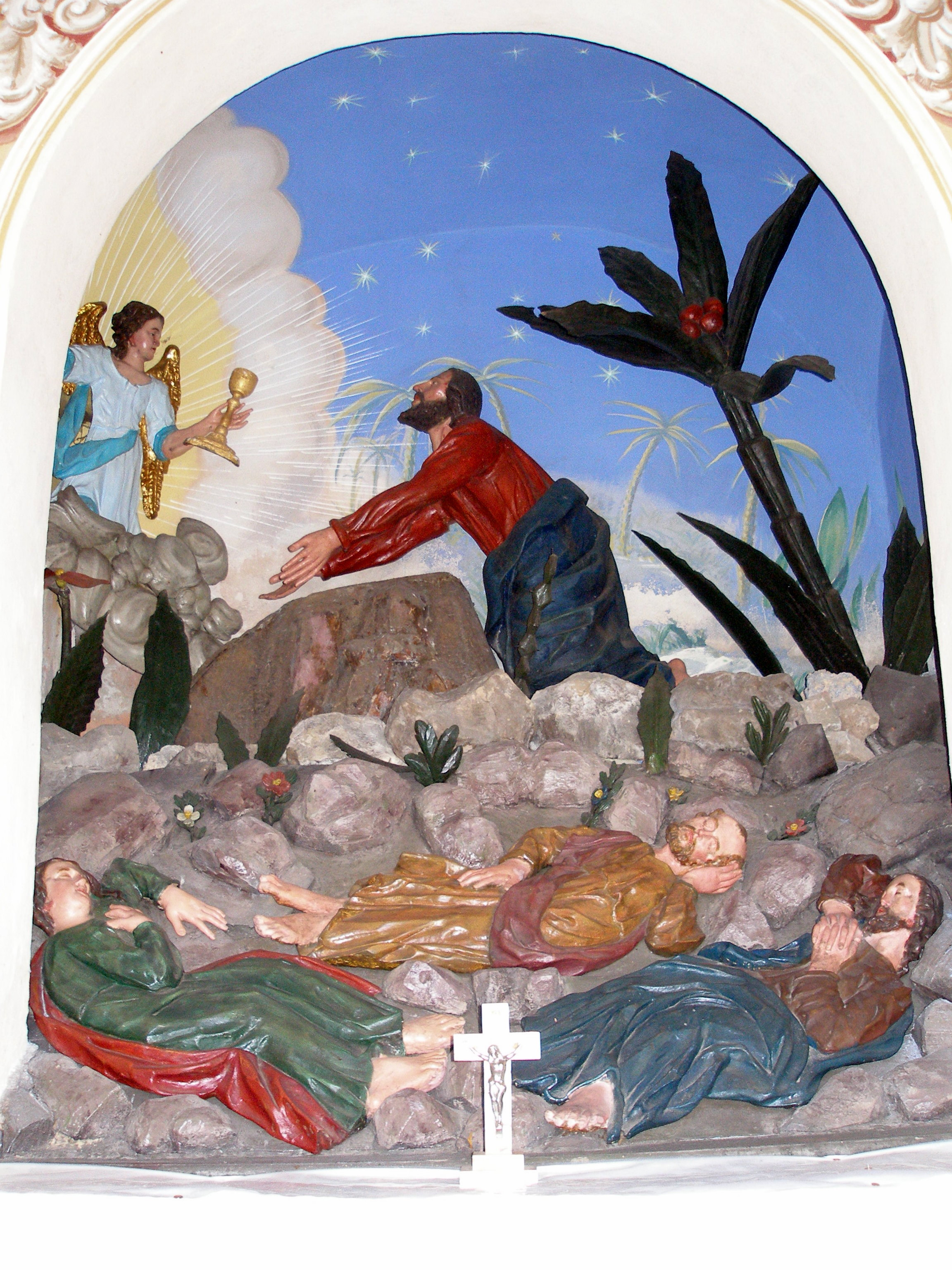
Interiér kaple